# 見習督察

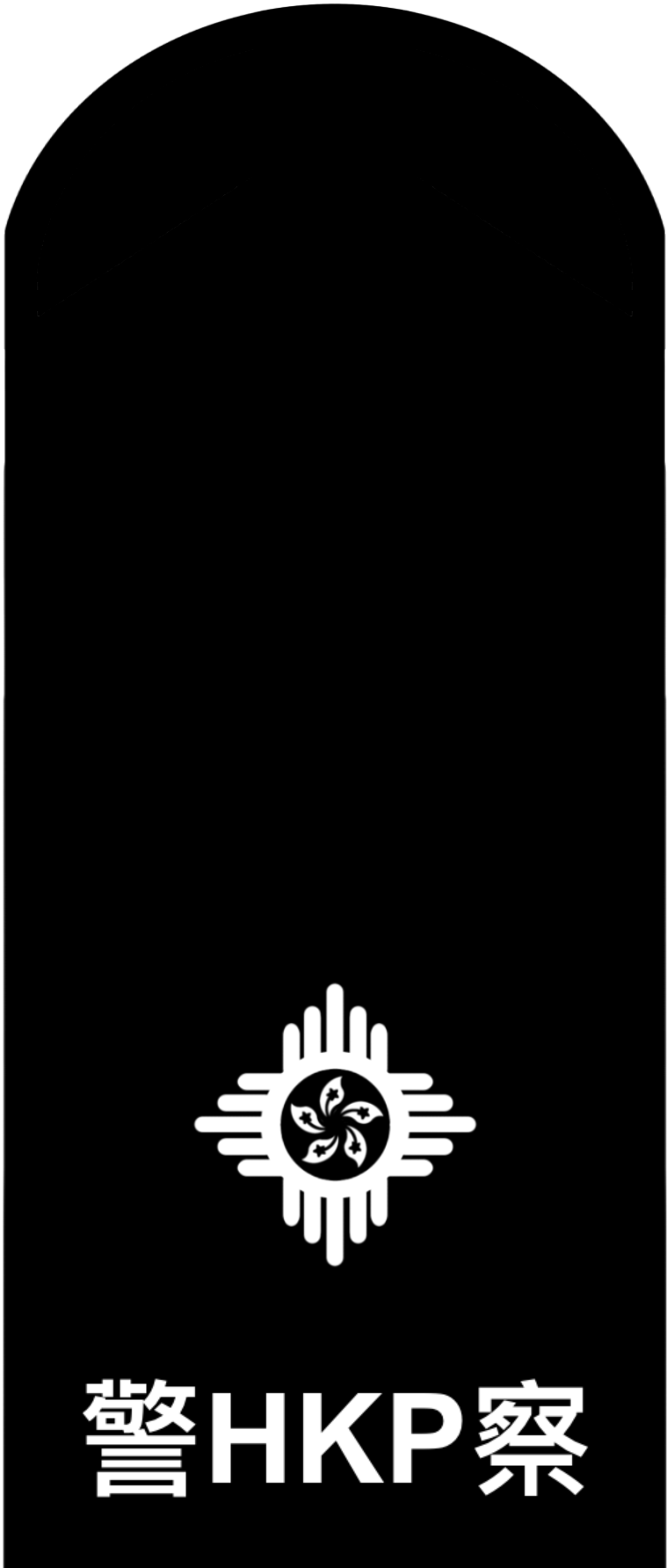
香港警務處見習督察肩章

見習督察（英文：Probationary lnspector of Police，縮寫：PI）俗稱「見習幫」、「豬仔幫」、「朱粒」和「一粒花」，是香港警察職級中的其中一級督察級職級，1972年警隊架構重整後設立，為警官的級別；職級與督察和高級督察一樣，位於警署警長之上，總督察之下，負責擔任小隊指揮官。截至2009年年底，香港有逾1,700名（不包括總督察在內的）督察級人員

## 徽章衣飾
見習督察的襯衣為白色，肩章以英国陆军少尉的軍星为蓝本，香港主權移交以後改為上有洋紫荊花的一枚軍星。

## 歷史
根據於1949年入職的退休督察李福基憶述，在成功獲得聘用後，被安排進入警察訓練學校接受訓練，同期的20位見習督察均為華人。當時，上述班別被獨立唯一，沒有與外籍見習督察共同接受訓練。上述的見習督察中，有為數不少的在入職前，都曾經在不同的義務紀律部隊或制服團體中服務，包括後備警察隊及聖約翰救傷隊等等。

## 發展途徑
見習督察於香港警察學院完成為期36週訓練後，會進行第一階段職業發展途徑，詳情如下：
1. 會先被派駐軍裝巡邏小隊12個月；
2. 再被安排接受標準偵緝訓練課程，為期9個星期；
3. 然後被派駐分區或區調查隊，為期12個月。

### 晉升途徑
見習督察在該級服務滿3年（即完成試用期）及通過第二標準考試後，方能晉升為督察。

### 降級/離職可能
見習督察在該級服務滿3年，若然未能夠通過第二標準考試，即未能夠通過試用期，會被降級。須視乎見習督察的原來職級，有可能降至警署警長、警長、高級警員或警員職級；若果本來並非警務人員，而是經由公開招募程序直接投考成為見習督察，則會無法繼續合約。

## 著名見習督察
- 陳奕妍，前消防處處長陳楚鑫女兒。
- 歐詠芝，前香港女子壁球運動員。
- 釗域·亞歷山大，英泰裔香港足球運動員。
- 植潔鈴，前東區區議員。